# Dicranella bogotensis
Dicranella bogotensis är en bladmossart som beskrevs av Mitten 1869. Dicranella bogotensis ingår i släktet jordmossor, och familjen Dicranaceae. Inga underarter finns listade i Catalogue of Life.